# Hyon Song-wol
Hyon Song-wol (Hangul:현송월) es una cantante pop norcoreana vocalista del grupo Pochonbo Electronic Ensemble, un grupo pop que era muy conocido en Corea del Norte hacia comienzos del año 2000. Sus canciones mejor conocidas incluyen "pisadas de soldado", "Yo amo Pyongyang", "Ella es una soldado dada de baja" y "somos las tropas del Partido".

## Vida y carrera
Su mayor éxito fue la canción "Excelente mujer semejante a un caballo" (Hangul:준마처녀) una canción del 2005 exaltando las virtudes de una estajanovita trabajadora de la industria textil. El video musical que acompaña a la canción presenta a Hyon en el rol de una chica, "corriendo con una sonrisa por una brillante fábrica, distribuyendo bobinas y juntando retazos de tela a toda velocidad" La letra incluye el siguiente fragmento:
Nuestros camaradas de la fábrica bromean diciendo,
Por qué? me dicen que soy una virgen sobre un semental,
Luego de un día completo de trabajo todavía me queda energía...
Dicen que soy una virgen sobre un semental,
Montando un semental que mi querido líder me dio.
Toda mi vida reafirmaré su nombre!
Hyon desapareció del ojo público en el 2006 cuando, de acuerdo a los informes de los medios japoneses, se casó con un oficial del ejército norcoreano con quien tuvo un hijo. Fue reportado que en la adolescencia había conocido a Kim Jong-un, el más joven hijo del antiguo líder norcoreano Kim Jong-il. Las fuentes del gobierno surcoreano le informaron a los medios que Hyon y Kim Jong-un habían estado envueltos románticamente a principios del 2000 tras haber Kim regresado a Corea del Norte luego de haber asistido a una escuela privada en Suiza. Según informes, su padre habría reprobado la relación y los jóvenes se habrían separado.
Luego de la muerte de Kim Jong-il en diciembre de 2011, se pensó que Kim Jong-un habría vuelto a la relación con Hyon. De acuerdo a las fuentes de inteligencia surcoreanas, "Los rumores sobre ambos teniendo una aventura circulaban entre la alta élite de Pyongyang"
En marzo de 2012, Hyon hizo su primera aparición pública en seis años cuando actuó, estando embarazada, en un evento en Pyongyang para celebrar el Día Internacional de la Mujer. Un mayor interés en Hyon se gestó cuando en julio del 2012 fue mal identificada en una grabación tomada por la emisora de televisión estatal norcoreana mostrando a una mujer sentada al lado de Kim Jong-un durante un espectáculo musical. Primero se pensó que podría ser una esposa secreta de Kim o su hermana menor, pero los oficiales de inteligencia surcoreana la identificaron como Hyon. Algunos sugieren que ella pudo haber conseguido el trabajo de directora de la tropa de arte del Estado. De todas formas, la televisión norcoreana anunció que la mujer era de hecho la esposa de Kim Jong-un, Ri Sol-ju, y no Hyon.
En 2017 fue nombrada miembro del Comité Central del Partido del Trabajo de Corea. En 2018 participó en conversaciones con Corea del Sur en preparación para la participación de Corea del Norte en los Juegos Olímpicos de Invierno de Pieonchang. Durante los Juegos, organizó conciertos de artistas norcoreanos en el sur.